# 中国北京

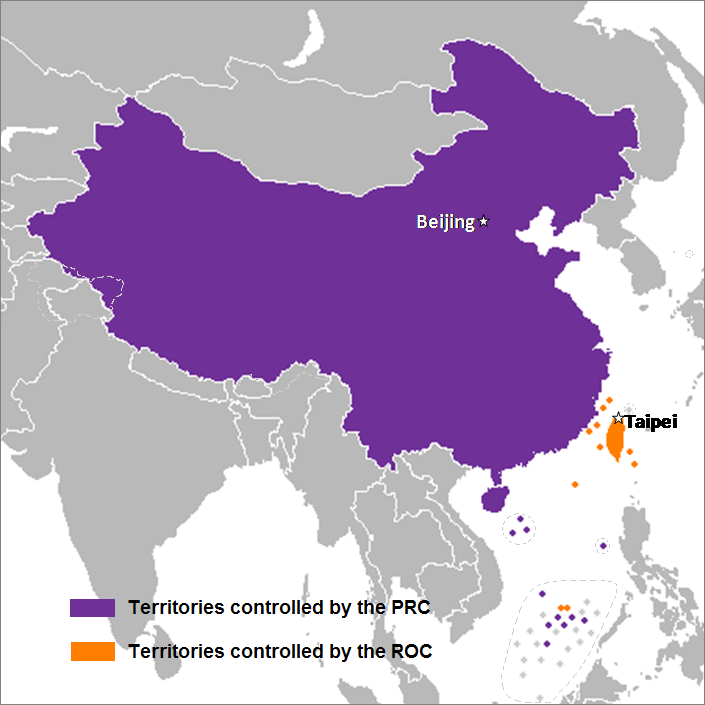
中华人民共和国实际管辖的大陆地区（紫色）与中华民国实际管辖的台湾地区（橙色）。

中国北京，是中华人民共和国在國際地理聯合會曾用的命名，以及1983年亚洲开发银行“中国”代表权争议中，中华民国政府所提出的两岸名称方案（“中国北京”与“中国台北”对应）。但在美国政府及中华人民共和国政府的压力下，亚洲开发银行最终采用将中国大陆称为“中华人民共和国”（People's Republic of China）、将台湾称为“中国台北”（Taipei, China）的两岸会籍名称方案。

## 背景
1949年10月1日，中华人民共和国成立，定都北京市。12月，中華民國政府遷台，形成臺灣海峽兩岸分治的臺海現狀，衍生出國際場合的「中國」代表權爭議以及臺灣問題。1971年10月25日聯合國大會第2758號決議通過，同意“恢复中华人民共和国在联合国组织中的合法权利”，承认中华人民共和国政府的代表是中国在联合国组织的唯一合法代表，并“立即把蒋介石的代表从它在联合国组织及其所属一切机构中所非法占据的席位上驱逐出去”。

### 亚开行名称问题
中華民國于1966年以「中華民國」（英語：Republic of China）名義加入亞開行，為该行的創始成员体之一。1983年2月，中华人民共和国外交部部长吴学谦致电亚洲开发银行负责人，宣布北京方面决定申请加入亚洲开发银行，并要求取消台北政府在亚开行的代表权。其后，在美国政府的斡旋下，北京方改以要求在保证中华人民共和国作为中国唯一合法政府在亚开行地位的同时，允许台北政府改称“中国台湾”后继续留在亚开行。中华民国政府随后拒绝北京方面的要求，并提出双方应分别更名为“中国北京”和“中国台北”，否则将退出亚开行。
1985年4月30日至5月2日，中华人民共和国政府与亚洲开发银行举行入行磋商，双方就中华人民共和国加入亚开行的各项议题基本达成一致，但在台湾改称问题上未能达成协议。1985年10月中旬，美国总统里根派遣前国家安全顾问小威廉·克拉克赴台北转达美国政府对亚开行问题的关切，希望中华民国政府接受“中国台北”的名称。新加坡总理李光耀也应美国政府请求在访美回国途中过境台北，转达美方意见。1985年10月25日，中华人民共和国政府与亚洲开发银行在马尼拉完成末轮磋商，亚洲开发银行同意将中华人民共和国以国家成员体名义加入亚开行并入股，其会籍名称为“中华人民共和国”（英語：People's Republic of China）。中华民国以地区成员体名义继续留在亚开行，名称为“中国台北”（英語：Taipei, China）。其后，中華民國政府除了向亞开行提出嚴正抗議外，並拒絕出席1986年及1987年兩屆年會以表達不滿。
1997年7月1日香港主權移交後，香港在亚开行的名稱相应改為“中國香港”（英語：Hong Kong, China），為表與香港地位不同，首創逗號以後不空格寫法，將台灣的英文會籍名稱改為，删去逗号后的空格，以此區分台灣與香港的不同。之後，中華民國代表團參加亞銀活動，就以“抗議中”（Under Protest）的標籤貼在上，以示維護其尊嚴。

### 國際地理聯合會
國際地理聯合會的兩岸三地國家級委員會，分別是：
| 國家或地區     | 2008年用的英文名 | 漢譯       | 2021年用的英文名 | 漢譯      |
| -------------- | ---------------- | ---------- | ---------------- | --------- |
| 中華人民共和國 | China-Beijing    | 中國-北京  | China            | 中國      |
| 香港           | China-Hong Kong  | 中國-香港  | China-Hong Kong  | 中國-香港 |
| 澳門           | （未加入）       | （未加入） | China_Macau      | 中國_澳門 |
| 中華民國       | China-Taipei     | 中國-臺北  | China-Taipei     | 中國-臺北 |